# Ain Karma
Ain Karma o Ain Karma-Oued Rommane (àrab: عين كرمة, ʿAyn Karma; amazic: ⵄⵉⵏ ⵍⵕⵎⴰ) és una comuna rural de la prefectura de Meknès, a la regió de Fes-Meknès, al Marroc. Segons el cens de 2014 tenia una població total de 13.828 persones.